# Pest (ville)
Pour les articles homonymes, voir Pest.

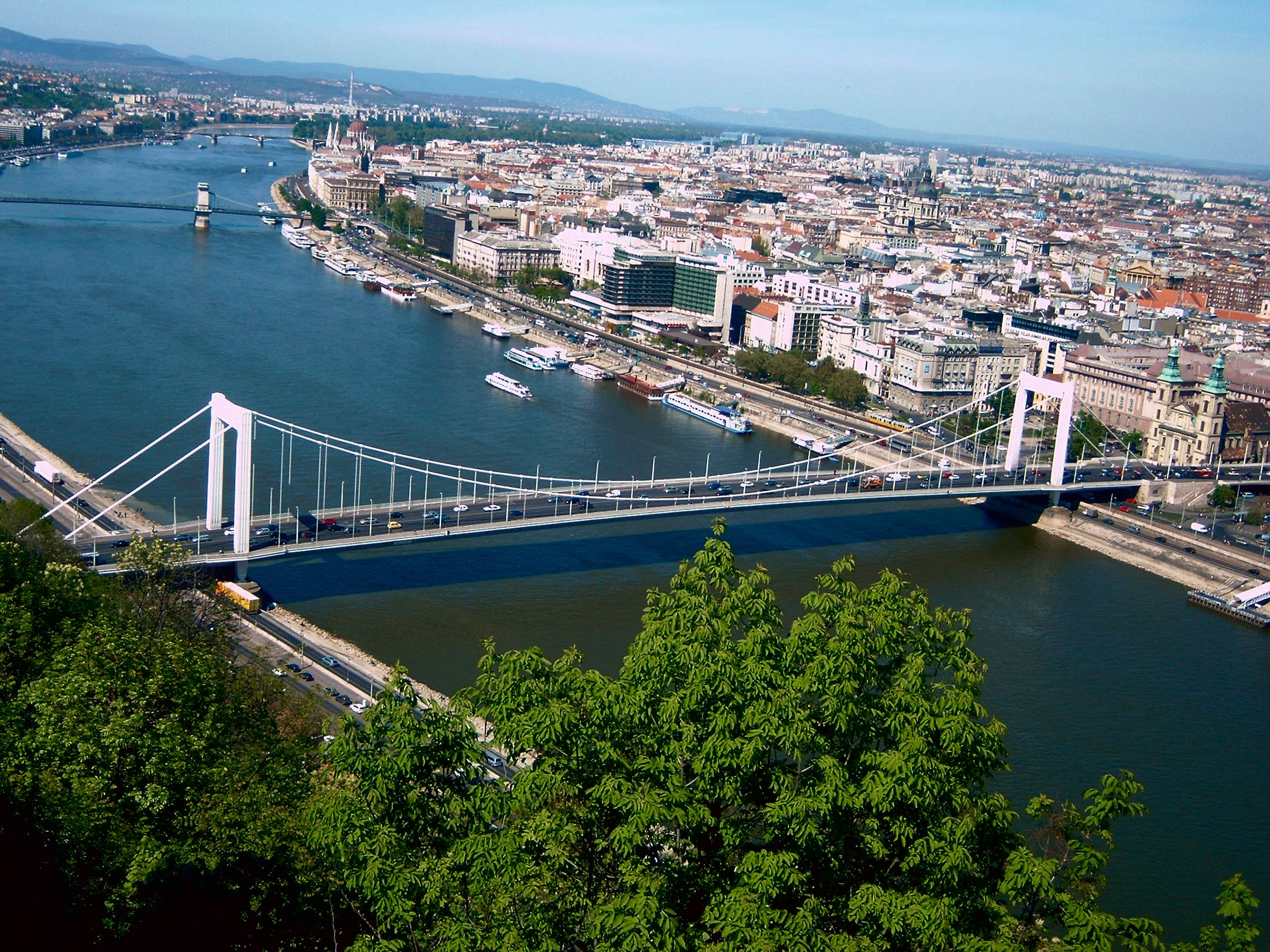
Vue de Pest depuis Buda.

L'ancienne ville de Pest (prononciation hongroise [peʃt]) forme depuis 1873 avec Óbuda et l'ancienne Buda (sur l'autre rive du Danube) la ville de Budapest. Ce toponyme désigne par extension les arrondissements de la rive orientale du fleuve et est même souvent utilisé comme diminutif de la capitale hongroise, Budapest.

## Étymologie
Le nom Pest vient d'un mot slave signifiant « fourneau », « four » (bulgare пещ [peʃt], serbe пећ, croate peć), lié au mot пещера (signifiant « creux, grotte »), et il trouve probablement son origine dans une grotte. L'explication la plus généralement acceptée est que le nom est lié aux grottes du mont Gellért de l'autre côté du Danube (dont fait partie celle de l'église troglodyte Notre-Dame-des-Hongrois), et particulièrement à la grotte, aujourd'hui murée, d'où de l'eau chaude s'écoulait autrefois dans le Danube. Le nom Pest serait alors passé d'une rive à l'autre du fleuve, désignant d'abord le mont Gellért, puis le gué antique situé au pied du mont, puis la localité de l'autre côté du gué.

## Histoire
En 1848,  la ville de Pest participe activement à la révolution hongroise, en particulier grâce au mouvement des « Jeunes Hongrois », sous l'égide du poète Sándor Petőfi, un des principaux investigateurs et « pères spirituels » de la révolution.

## Lieux emblématiques
À Pest, se situent des lieux emblématiques de la capitale, comme Belváros — le cœur historique de la ville —, le Parlement hongrois, la place des Héros et l'avenue Andrássy.